# کنراد کوستر
کُنراد کوستر (آلمانی: Konrad Küster؛ زادهٔ ۱۱ مارس ۱۹۵۹) موسیقی‌شناس و استاد دانشگاه اهل آلمان است.
وی دانش‌آموختهٔ موسیقی‌شناسی، تاریخ قرون وسطی و معاصر و مطالعات تطبیقی منطقه‌ای در دانشگاه توبینگن است و مدرک دکترای خود را در سال ۱۹۸۹ دریافت داشت. او از سال ۱۹۹۵ استاد رشتهٔ موسیقی‌شناسی در دانشگاه فرایبورگ است و مابین سال‌های ۲۰۰۳ تا ۲۰۱۸ عضو هیئت مدیره «انجمن بین‌المللی هاینریش شوتس» بود.
پژوهش‌های کوستر طیف وسیعی از موسیقی قرون وسطی تا فرهنگ موسیقی پروتستانی قرن ۱۶ تا ۱۹ (به ویژه هاینریش شوتس و یوهان سباستیان باخ) و همچنین نخستین مکتب موسیقی وین را در بر می‌گیرد. او یکی از ویراستاران «کتاب راهنمای باخ» است. وی از سال ۲۰۱۳ یک مجموعه نت تحتِ عنوانِ «موسیقی بین دریای شمال و دریای بالتیک» را منتشر کرده‌است. او کتاب‌های بسیاری دربارهٔ موسیقی و هنرمندان بزرگ آن نگاشته‌است.